# 33801 Emilyshi
33801 Emilyshi è un asteroide della fascia principale. Scoperto nel 1999, presenta un'orbita caratterizzata da un semiasse maggiore pari a 2,3370505 UA e da un'eccentricità di 0,1464594, inclinata di 5,13061° rispetto all'eclittica.